# Glaciar de los Argentinos
El glaciar de los Argentinos o glaciar Norte, es un glaciar que se encuentra en el monte Pissis, ubicado en los límites de la provincia de Catamarca y la provincia de La Rioja en la República Argentina.

## Descripción
Ubicado en el Monte Pissis, tercera cumbre más alta de occidente y segundo volcán más alto del mundo, el cual es una de las montañas con mayor glaciación de los Andes Desérticos o Andes Puneños. Los campos de hielo principalmente se encuentran en su ladera noreste. Existe otro glaciar que desciende de la cumbre principal hacia el sur y el campo de hielo Oeste, el glaciar más extenso de esta región. 
El glaciar Noreste fue nominado por algunas expediciones como glaciar de los Argentinos (Santamaría 1999, Suárez 1999, Hernández 1999, Sienbehaar, 1999) debido a que la ruta argentina recorre el mismo desde su extremo inferior a 4.600 metros hasta la cumbre. Como correlato lógico el Glaciar Sur sería nominado posteriormente como glaciar de los Italianos, ya que los primeros ascensionistas fueron de esa nacionalidad. 
El glaciar de los Argentinos desciende por toda la ladera noreste abrazando la cumbre central. En su parte baja se observa una pequeña barrera de serac y cerca de allí existe un pequeño campo de grietas. A 5.100 m se produce un afinamiento del glaciar y continúa a través de la quebrada hasta el pie de monte a 4.600 m. Allí se ubica el campo base Mar del Plata.
La ruta argentina transita íntegramente el glaciar, la ruta Reinhard lo atraviesa por su parte alta.
Este glaciar descubierto, se encuentra identificado con esta denominación en el Inventario Nacional de Glaciares del IANIGLA